# لوطا
 لوطا (بالإنجليزية: LOUTA) هي جماعة قروية تابعة لإقليم الحسيمة ضمن جهة تازة الحسيمة تاونات بالمغرب. بلغ مجموع عدد سكان لوطا  حسب إحصاءات 2004 حوالي 6325 نسمة يعيشون في 1035 أسرة.

## إحصاء عام
| السنة | عدد السكان | عدد الأسر | عدد الأجانب |
| ----- | ---------- | --------- | ----------- |
| 1994  | 5500       | 883       | °°°°        |
| 2004  | 6325       | 1035      | 0           |